# Igor Miladinović (football)
Pour les articles homonymes, voir Miladinović.
Cet article concerne un footballeur  serbe. Pour le joueur d'échecs serbe, voir Igor Miladinović.
Igor Miladinović (en serbe : Игор Миладиновић), né le 8 juin 2003 à Kruševac en Serbie, est un footballeur serbe. Il joue au poste de milieu offensif à l'AS Saint-Étienne.

## Biographie

### En club

#### Débuts et éclosion en Serbie
Né à Kruševac en Serbie, Igor Miladinović est formé au FK Čukarički. En 2022, il signe son premier contrat professionnel avec le FK Čukarički.
Il joue son premier match en professionnel le 15 mai 2022, lors d'une rencontre de championnat face au FK Vojvodina Novi Sad. Il entre en jeu et son équipe s'impose par trois buts à zéro.
Le 12 août 2023, Miladinović inscrit son premier but en professionnel, lors d'un match de championnat face au FK Javor Ivanjica. Titulaire, il ouvre le score et les deux équipes se neutralisent (2-2 score final),.

#### Signature à l'AS Saint-Étienne
Igor Miladinović quitte la Serbie lors de l'été 2024 et rejoint l'AS Saint-Étienne en s'engageant le 9 août 2024 pour un contrat courant jusqu'en juin 2028, avec une année supplémentaire en option,. Il revêt le maillot vert pour la première fois le 25 août 2024 avec l'équipe réserve stéphanoise lors d'une défaite 3 buts à 1 contre l'UF Mâcon. Il marque le seul but de Saint-Étienne lors de ce match. 
Miladinović joue son premier match avec l'équipe première de l'ASSE le 22 décembre 2024, lors d'une rencontre de coupe de France face à l'Olympique de Marseille. Il entre en jeu à la place de Pierre Ekwah et son équipe est battue par quatre buts à zéro.

### En sélection
Igor Miladinović commence à jouer en sélection avec l'équipe de Serbie des moins de 17 ans. Il joue quatre matchs avec cette équipe entre 2019 et 2020, et marque un but.
Le 27 septembre 2022, Miladinović joue son premier match avec l'équipe de Serbie espoirs, lors d'un match amical contre la Bulgarie (1-1 score final). 

## Statistiques
| Saison                | Club                  | Championnat           | Championnat | Championnat | Championnat | Coupe(s) nationale(s) | Coupe(s) nationale(s) | Coupe(s) nationale(s) | Compétition(s) continentale(s) | Compétition(s) continentale(s) | Compétition(s) continentale(s) | Compétition(s) continentale(s) | Total | Total | Total |
| Saison                | Club                  | Division              | M.          | B.          | P.d.        | M.                    | B.                    | P.d.                  | Comp.                          | M.                             | B.                             | P.d.                           | M.    | B.    | P.d.  |
| 2021-2022             | FK Čukarički          | Super liga            | 2           | 0           | 0           | -                     | -                     | -                     | -                              | -                              | -                              | -                              | 2     | 0     | 0     |
| 2022-2023             | FK Čukarički          | Super liga            | 11          | 0           | 1           | 4                     | 0                     | 0                     | C4                             | 1                              | 0                              | 0                              | 16    | 0     | 1     |
| 2023-2024             | FK Čukarički          | Super liga            | 33          | 11          | 4           | 2                     | 0                     | 0                     | C3+C4                          | 2+5                            | 1+0                            | 0                              | 42    | 12    | 4     |
| Sous-total            | Sous-total            | Sous-total            | 46          | 11          | 5           | 6                     | 0                     | 0                     | -                              | 8                              | 1                              | 0                              | 60    | 12    | 5     |
| 2024-2025             | AS Saint-Étienne      | Ligue 1               | 3           | 0           | 0           | 1                     | 0                     | 0                     | -                              | -                              | -                              | -                              | 4     | 0     | 0     |
| 2025-2026             | AS Saint-Étienne      | Ligue 2               | 1           | 0           | 0           | -                     | -                     | -                     | -                              | -                              | -                              | -                              | 1     | 0     | 0     |
| Sous-total            | Sous-total            | Sous-total            | 4           | 0           | 0           | 1                     | 0                     | 0                     | -                              | -                              | -                              | -                              | 5     | 0     | 0     |
| Total sur la carrière | Total sur la carrière | Total sur la carrière | 50          | 11          | 5           | 7                     | 0                     | 0                     | -                              | 8                              | 1                              | 0                              | 65    | 12    | 5     |

## Palmarès
Il est finaliste de la Coupe de Serbie en 2023 avec le FK Čukarički.